# Huddinge IK
Huddinge IK – szwedzki klub hokeja na lodzie z siedzibą w Huddinge (gmina Huddinge).